# Aske
Az Aske a Burzum norvég black metal zenekar első és eddig egyetlen EP-je. A felvételei 1992 áprilisában és augusztusában készültek el, a Det Som Engang Var album felvételei után, de az Aske előbb lett kiadva, 1993 márciusában, a Deathlike Silence Productions kiadó gondozásában.
Varg Vikernes az első négy Burzum-albumot 1992 januárja és 1992 szeptembere között vette fel a Grieghallen stúdióban, Bergenben, viszont a felvételek elkészülte és a kiadás között több hónap telt el.

## Háttér
Az album borítóján a norvég fantofti fatemplom látható, az 1992. június 6-ai felgyújtása után. Feltételezések szerint Varg Vikernes gyújtotta fel a templomot.
Az EP-n az Emperor zenésze, Samoth basszusgitározott.

## Kiadások
Az album első 1000 példányához ajándékba járt egy öngyújtó ugyanúgy a templom képével ellátva.
Az album később újra ki lett adva Burzum / Aske néven a Misanthropy Records által, a Burzum album anyagával együtt. Az új kiadáson nem szerepel a Burzum albumról az "A Lost Forgotten Sad Spirit".

## Számlista
Az összes szám szerzője Varg Vikernes. 
| 1. | Stemmen fra tårnet | 6:09 |
| 2. | Dominus Sathanas   | 3:02 |

| 3. | A Lost Forgotten Sad Spirit | 10:51 |

## Közreműködők
- Varg Vikernes — ének, dalszöveg, gitár, dob
- Samoth — basszusgitár
- Pytten — producer

## Fordítás
Ez a szócikk részben vagy egészben  az   Aske (EP) című angol Wikipédia-szócikk fordításán alapul.  Az eredeti cikk szerkesztőit annak laptörténete sorolja fel. Ez a jelzés csupán a megfogalmazás eredetét és a szerzői jogokat jelzi, nem szolgál a cikkben szereplő információk forrásmegjelöléseként.